# Patrick Dewaere
Patrick Dewaere pe numele  adevărat Patrick Bourdeaux ( n. 26 ianuarie 1947, Saint-Brieuc - d. 16 iulie 1982, Paris, Franța)  a fost un actor de film, actor de teatru și cantautor francez. A jucat în 37 filme printre cele mai cunoscute fiind Les Valseuses (1974), Adio detectivule (1975), F… comme Fairbanks (1976), Judecătorul Fayard zis „Șeriful” (1977). 

## Biografie
Fiul actriței Mado Maurin și al unui tată necunoscut (soțul lui Mado, baritonul Pierre-Marie Bourdeaux, este de acord să-i poarte numele, chiar dacă copilul nu este al său), tânărul Patrick face parte devreme dintr-o familie de artiști, trupa lor fiind numită „micii Maurini” (petits Maurins), incluzând frații săi Jean-Pierre Maurin (1941–1996), Yves-Marie Maurin (1944–2009) și Dominique Collignon-Maurin (1949), la care s-au adăogat Jean-François Vlérick (1957) și sora sa Marie-Véronique Maurin (1960), care a folosit din 1982 pseudonimul Marie Wiart Această trupă familială colaborează în numeroase filme, filme de televiziune, telenovele, precum și în spectacole de teatru și la radio.
Inițial actor pentru copii în formația „micii Maurini”, Patrick Dewaere a fost cooptat în trupa  cafenelei de la Gare, apoi a fost prezentat publicului larg cu Gérard Depardieu în filmul Les Valseuses în  1974, devenind o valoare în creștere a cinematografiei franceze, aducând un punct de cotitură pentru diferiți regizori precum Claude Miller, Yves Boisset, Jean-Jacques Annaud, André Téchiné, Alain Corneau, Henri Verneuil sau pentru prietenul său Bertrand Blier.
Considerat unul dintre cei mai strălucitori actori ai generației sale, jocul său se caracterizează printr-o naturalețe, o acuratețe și un adevăr în expresii, în gesturi și în atitudinile apropiate de Actors Studio, inventiv și generos în același timp, iar la sfârșitul anilor '70, criticii au apreciat „cotitura” și jocul alter-ego-ului său profesional, fiind concurent și prieten cu Gérard Depardieu.
S-a sinucis la vârsta de treizeci și cinci de ani, după ce a jucat în treizeci și șapte de lungmetraje, în jur de șaizeci de personaje diferite în teatru, cinema și televiziune timp de treizeci și unu de ani, după ce a compus mai multe piese pentru Françoise Hardy, precum și alte titluri pe care le interpretează el însuși și compune muzica pentru filmul F… comme Fairbanks.
Este tatăl scenaristei Angèle Herry (pe care a avut-o cu Miou-Miou) și al actriței Lola Dewaere.

## Filmografie selectivă
Cu numele de Patrick Maurin
- 1951 Monsieur Fabre regia Henri Diamant-Berger (nemenționat)
- 1955 La Madelon regia Jean Boyer – un copil din sat
- 1956 En effeuillant la marguerite regia Marc Allégret – un frate al lui Agnès (nemenționat)
- 1956 Je reviendrai à Kandara regia Victor Vicas – micul băiat
- 1957 La Route joyeuse regia Gene Kelly – un copil al familiei numeroase
- 1957 Les Espions regia Henri-Georges Clouzot – micul Moinet
- 1958 Mimi Pinson regia Robert Darène – fratele mic al lui Mimi
- 1966 Arde Parisul?  (Paris brûle-t-il ?), regia René Clément – un tânăr din rezistență (nemenționat)

Cu numele de Patrick Dewaere
- 1971 Casa de sub arbori  (La Maison sous les arbres), regia René Clément
- 1971 Mirii anului II  (Les Mariés de l'an II), regia Jean-Paul Rappeneau
- 1973 Themroc de Claude Faraldo
- 1974 Les Valseuses regia Bertrand Blier
- 1975 Lily aime-moi regia Maurice Dugowson
- 1975 Catherine et Compagnie regia Michel Boisrond
- 1975 Au long de rivière Fango regia Sotha
- 1975 Fără probleme! (Pas de problème !), regia Georges Lautner
- 1975 Adio detectivule (Adieu poulet), regia Pierre Granier-Deferre
- 1976 La Meilleure Façon de marcher regia Claude Miller
- 1976 La Marche triomphale regia Marco Bellocchio
- 1976 F… comme Fairbanks regia Maurice Dugowson : André Fragman zis « Fairbanks »[3]
- 1977 Judecătorul Fayard zis „Șeriful”  (Le Juge Fayard dit « le Shériff »), regia Yves Boisset
- 1977 La Chambre de l'évêque regia Dino Risi
- 1978 La Clé sur la porte regia Yves Boisset
- 1978 Préparez vos mouchoirs regia Bertrand Blier
- 1979 Le Grand Embouteillage regia Luigi Comencini
- 1979 Coup de tête de Jean-Jacques Annaud
- 1979 Série noire regia Alain Corneau
- 1980 Un mauvais fils regia Claude Sautet
- 1980 Psy regia Philippe de Broca
- 1981 Plein sud regia Luc Béraud
- 1981 Les matous sont romantiques regia Sotha
- 1981 Hôtel des Amériques regia André Téchiné
- 1981 Beau-père regia Bertrand Blier
- 1982 O mie de miliarde de dolari  (Mille milliards de dollars), regia Henri Verneuil
- 1982 Paco l’infaillible regia Didier Haudepin
- 1982 Paradis pour tous regia Alain Jessua